# Campi Salentina
Campi Salentina is een gemeente in de Italiaanse provincie Lecce (regio Apulië) en telt 10,744 inwoners (31-12-2011). De oppervlakte bedraagt 45,1 km², de bevolkingsdichtheid is 245 inwoners per km².

## Demografie
Campi Salentina telt ongeveer 3862 huishoudens. Het aantal inwoners daalde in de periode 1991-2001 met 3,0% volgens cijfers uit de tienjaarlijkse volkstellingen van ISTAT.
| Jaar | Inwoneraantal |
| ---- | ------------- |
| 1991 | 11.594        |
| 2001 | 11.242        |
| 2011 | 10.744        |

## Geografie
Campi Salentina grenst aan de volgende gemeenten: Cellino San Marco (BR), Guagnano, Novoli, Salice Salentino, Squinzano, Trepuzzi, Veglie.

## Externe link

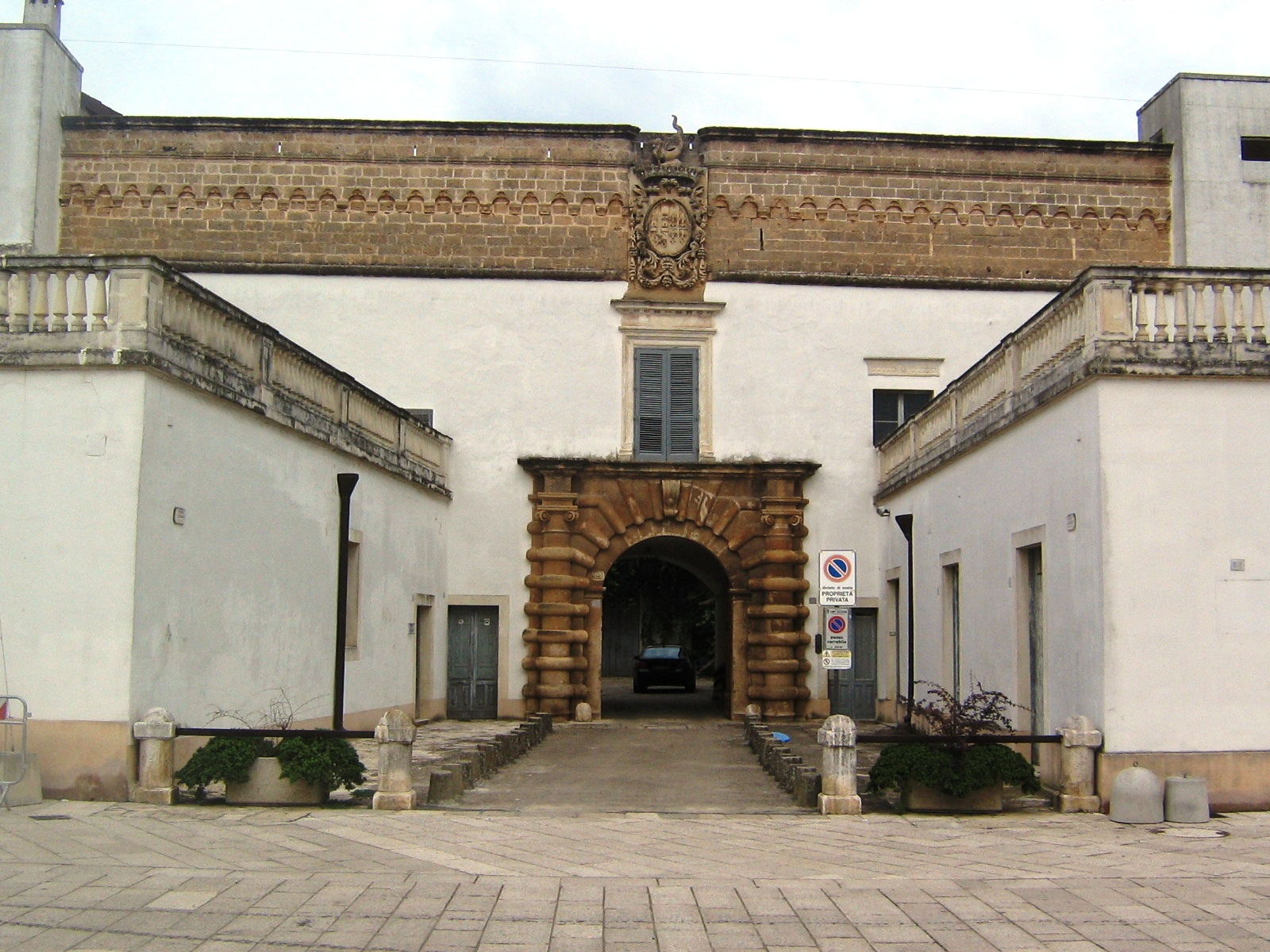
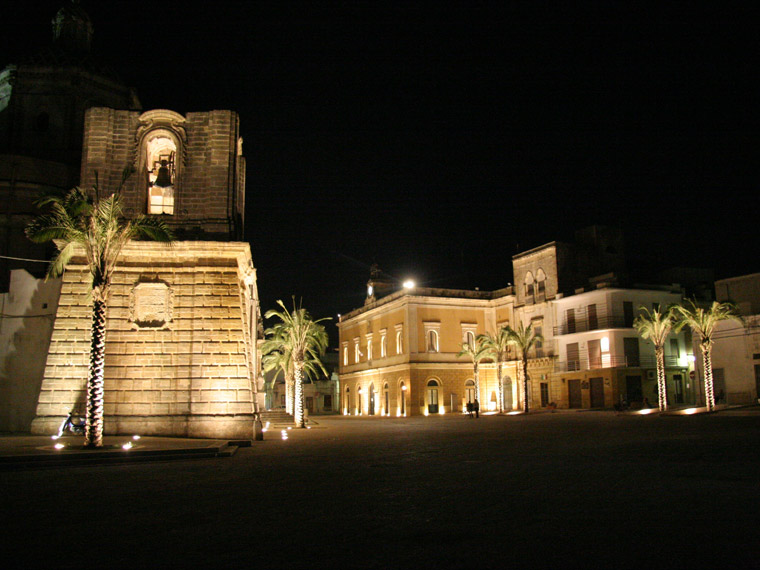
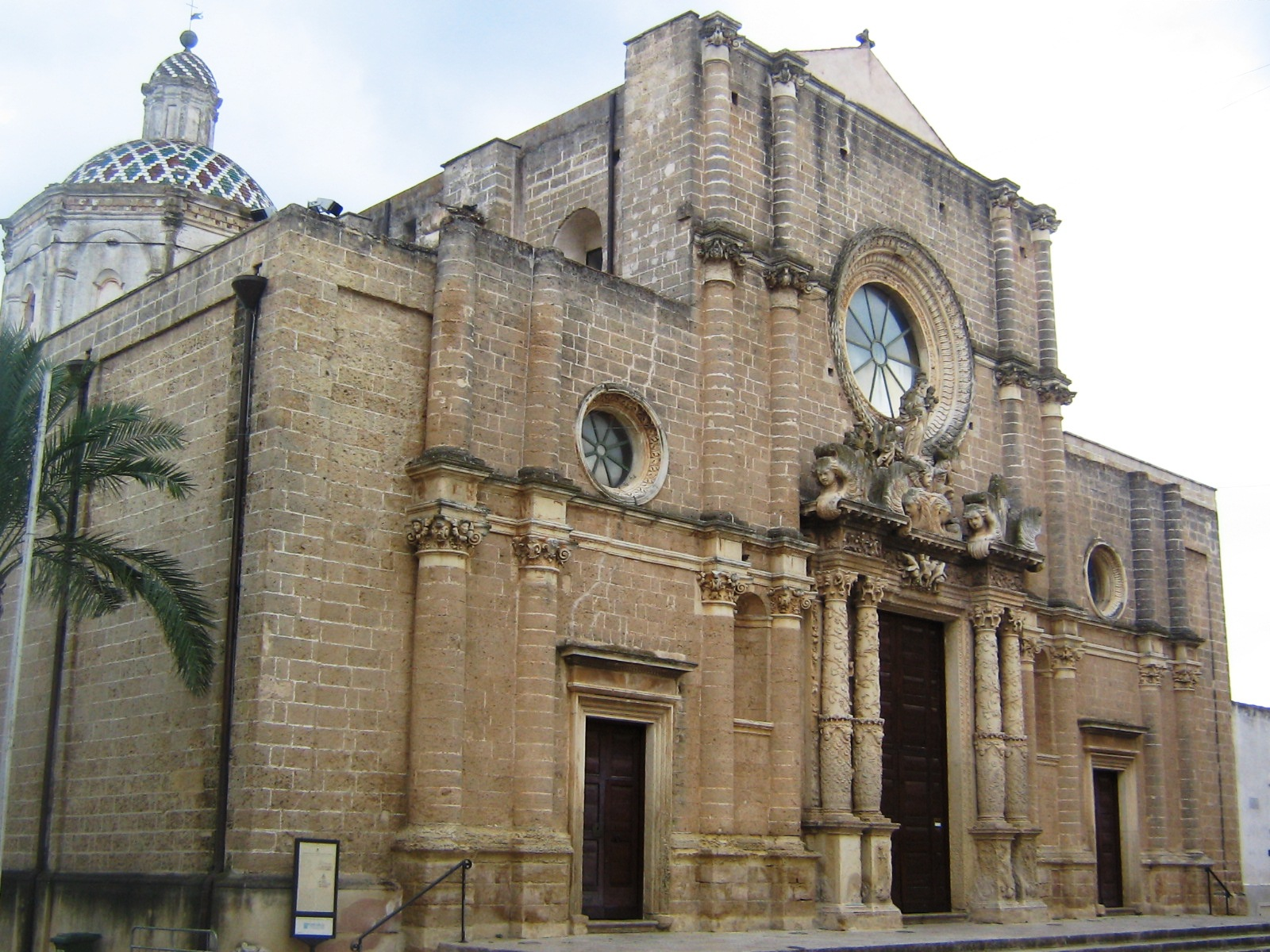
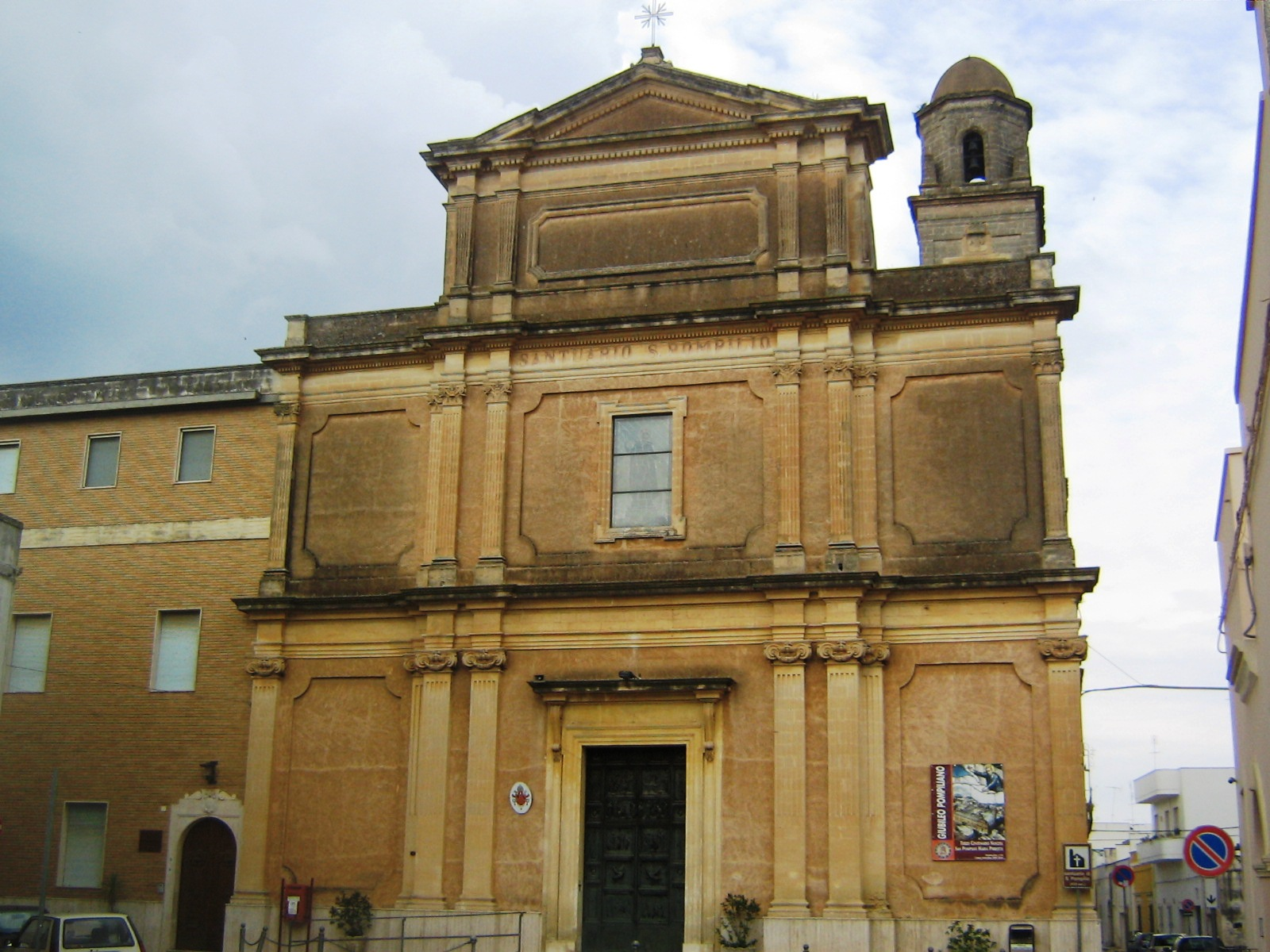
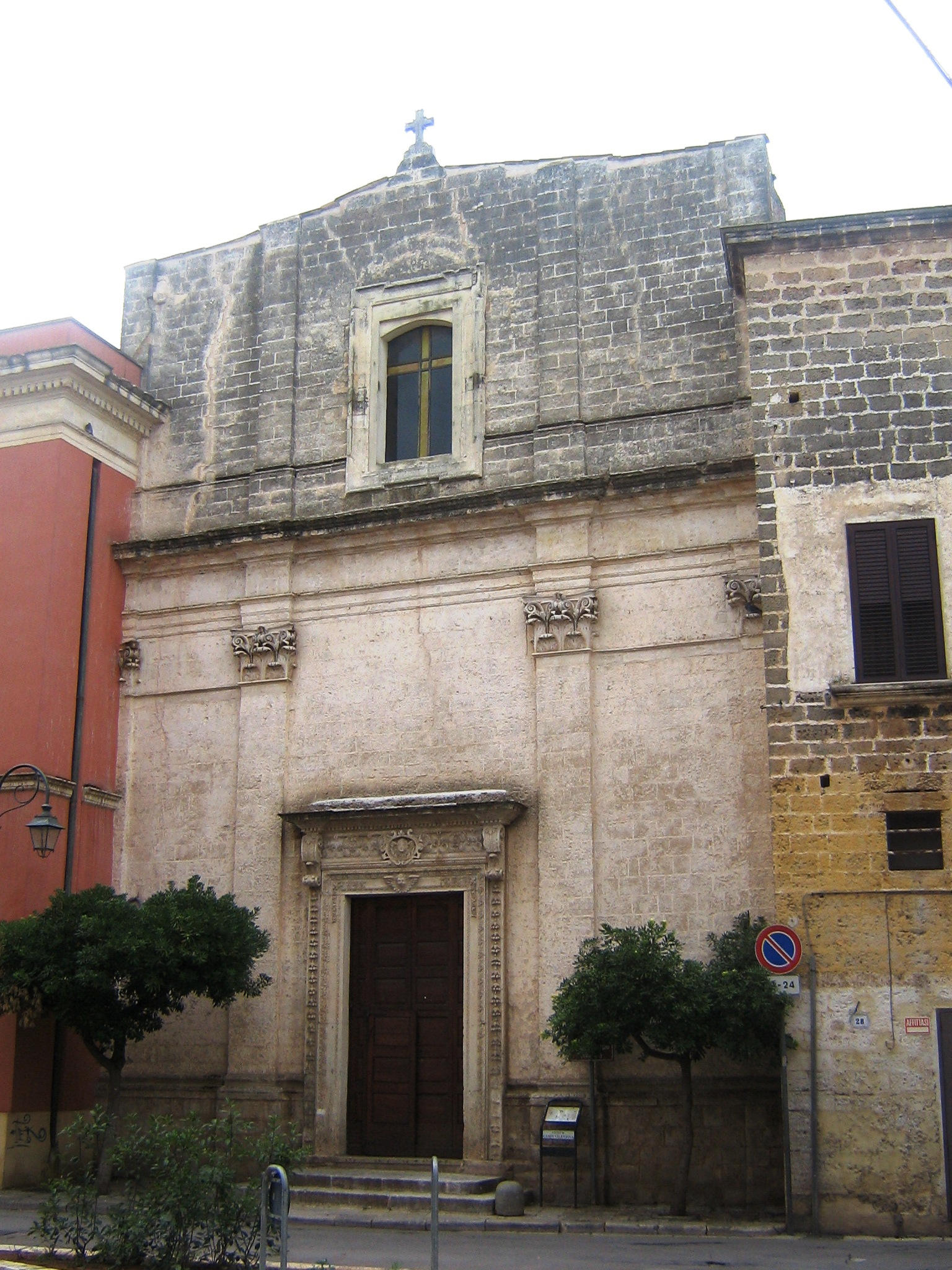
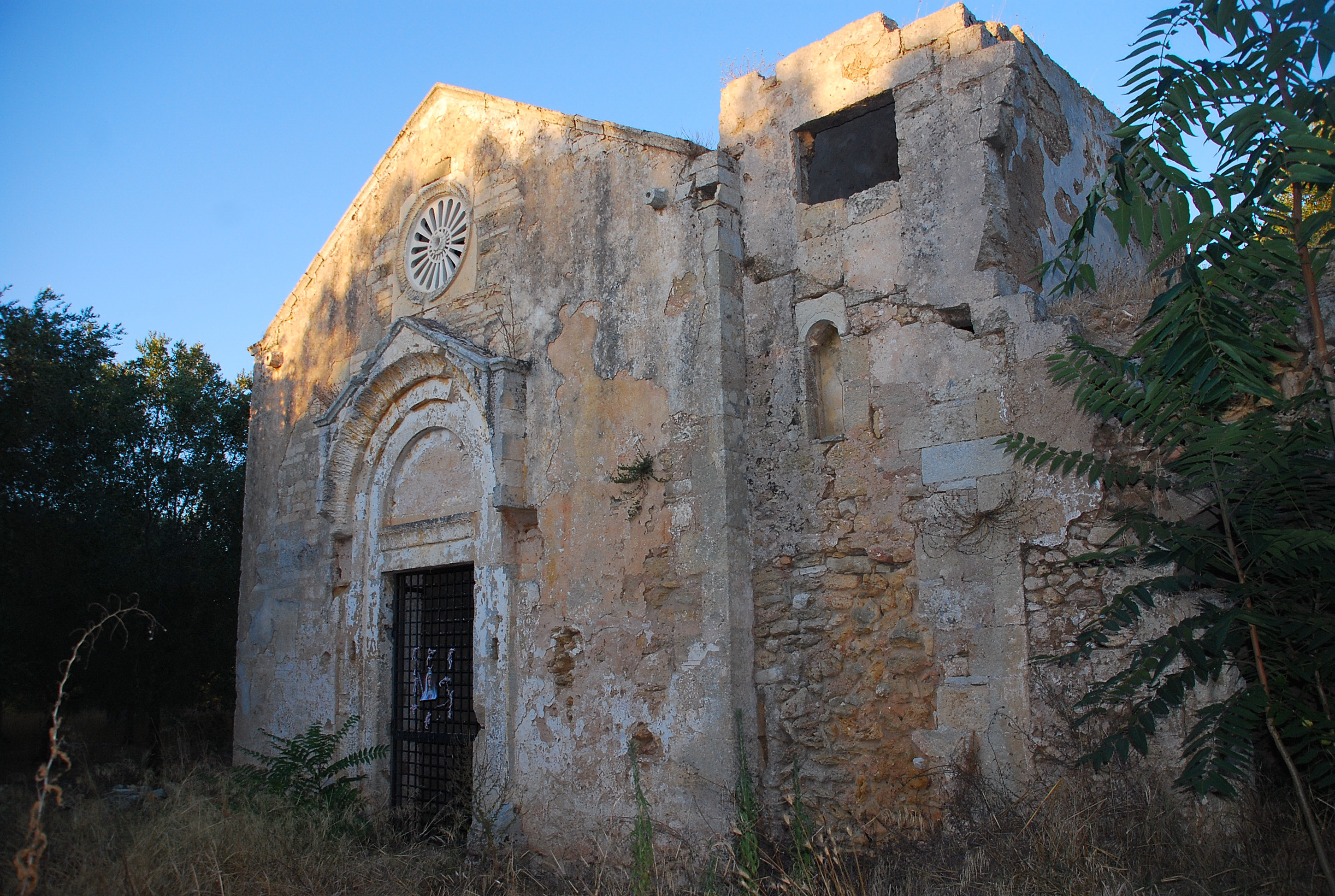